# Kanton Brest-5
Der Kanton Brest-5 (bretonisch gleicher Name) ist seit 2015 ein Wahlkreis im Arrondissement Brest, im Département Finistère und in der Region Bretagne; sein Hauptort ist Brest. 
Der Kanton zählt 2022 36.833 Einwohner.

## Geschichte
Der Kanton entstand mit der Neuordnung der Kantone in Frankreich im Jahr 2015. Er besteht aus Teilen der Stadt Brest.

## Lage
Der Kanton liegt im Nordwesten des Départements Finistère. 

## Politik
Im 1. Wahlgang am 22. März 2015 erreichte keines der acht Wahlpaare die absolute Mehrheit. Bei der Stichwahl am 29. März 2015 gewann das Gespann Frédérique Bonnard Le Floc’h/Hosny Trabelsi (beide PS) gegen Sam Belarbi/Brigitte Hû (beide UMP) mit einem Stimmenanteil von 58,89 % (Wahlbeteiligung:42,00 %).
| Vertreter im conseil général des Départements | Vertreter im conseil général des Départements | Vertreter im conseil général des Départements |
| Amtszeit                                      | Name                                          | Partei                                        |
| --------------------------------------------- | --------------------------------------------- | --------------------------------------------- |
| 2015–                                         | Frédérique Bonnard Le Floc’h Hosny Trabelsi   | PS                                            |